# Schistidium urceolare
Schistidium urceolare là một loài Rêu trong họ Grimmiaceae. Loài này được (Schleich. ex Nees & Hornsch.) Ochyra mô tả khoa học đầu tiên năm 1998.